# شاپرک‌های لیمویی
شاپرک‌های لیمویی (نام علمی: Lemoniidae) نام یک تیره از بالاخانواده ابریشمی‌واران است.